# Коландр
Коландр (фр. Collandres) насеље је и општина у централној Француској у региону Оверња, у департману Кантал која припада префектури Морјак.
По подацима из 2011. године у општини је живело 166 становника, а густина насељености је износила 3,83 становника/km². Општина се простире на површини од 43,32 km². Налази се на средњој надморској висини од 1077 метара (максималној 1.540 m, а минималној 896 m).

## Демографија
| 1962. | 1968. | 1975. | 1982. | 1990. | 1999. | 2011. |
| ----- | ----- | ----- | ----- | ----- | ----- | ----- |
| 346   | 414   | 359   | 322   | 283   | 223   | 166   |

График промене броја становника у току последњих година